# غاوزو إمبراطور هان
الإمبراطور غاوزو (بالصينية: 汉高祖)، ولد باسم ليو بانغ (刘邦) هو الإمبراطور والمؤسس ل مملكة هان سنة 202ق. م والذي شارك في إسقاط سلالة تشين سنة 206 ق م ولد سنة 256 ق م في مقاطعة فينيو من ليو تاي غونغ وأمه زوان وينتمي لإسرة ليو الفقيرة.

## ولادته
ولد ليوبانغ في مقاطعة فينيو سنة 256ق.م وتحديدا في بلدة زونغ يانغ الزراعية وتعتقد سلالة هان أن مؤسسها ليو بانغ ولد حينما خرج والده للقرية وعندما رجع وجد زوجته زوان قد ولدت طفلا وبجانبه تنين صيني كبير يحرسهما

## بداية حياته
عاش ليو بانغ طفولته في ظل رعاية أبيه ليو تاي وأمه زوان وبعد أن كبر تولى منصب حكومي منخفض المستوى في سلالة تشين وقد نفاه تشين شي هوانج في جبلي وانغ ودانغ مع أصدقاءه تساو شين وشيانغ يو ليشاركوا في بناء مقبرة الإمبراطور هناك
كان ليوبانغ ذكيا منفتح الذهن واسع الصدر ويهين الكونفشسيين المثقفين

## مشاركته في السياسة
قام الإمبراطور تشين شي هوانج بتعيين ليو بانغ مسئولا عن عدد من الأشخاص الذين كانوا يشاركون في بناء قبر تشين شي هوانج، أشفق ليو بانغ عليهم فإعتقدوا أنه متسامح معهم، هرب هؤلاء الأشخاص، ولشدة خوف ليو بانغ من عقاب الإمبراطور الأول، فر برفقتهم إلى جبل وانغ دانغ
عندما هرب ليو بانغ إلى الجبل مع أصدقاءه كان يعتقد بإن حرب ستقع لتنتهي سلالة تشين ففي عام 209 وبعد وفاة الإمبراطور القاسي تشين شي هوانج شن تشينغ شينغ ووو غوانغ ثورة فلاحية على إر تشي هوانغ دي ابن تشين شي هوانج وخليفته على العرش في مقاطعة يي لكن الإمبراطور تمكن من قمعها، قام ليو بانغ بالذهاب لقرية بي وبعد لقائه بالسيد لو ون أعجب به وقام بتزويجه إبنته لو زي (ستصبح الإمبراطورة لو زي لاحقا)، أعجب كل من في القرية به، وعندما أعلن شيانغ يو عن التمرد ضد تشين، قام سكان القرية بإجراء قرعة ل8 أشخاص لاختيار قائد في الثورة، قام شياو هو المسؤول عن القرعة بكتابة اسم ليو بانغ في الأوراق الثمانية وتم اختياره كدوق بي (أخبره شياو هو بهذا لاحقا بعد انتصاره على شيانغ يو وتأسيسه لمملكة هان

## وعد الملك هواي
الملك هواي الثاني وإسمه الشخصي شيونغ ليانغ، بعد حروب تشين للتوحيد سقطت ولاية تشو إحدى ولايات حقبة الممالك المتحاربة، استمرت وحدة البلاد خلال عصر الإمبراطور الأول «تشين شي هوانج» وبعد وفاته وازدياد فساد حكم خليفته تشين إر شي عاد أحفاد ملوك الدول المتحاربة لمطالبة أسرة تشين بإسترجاع الدول السبعة المتحاربة، كان شيونغ ليانغ بصفته ابن ملك تشو الذي قتله تشين شي هوانج غير مبالي بما يحصل، لكن شيانغ يو حفيد الجنرال شيانغ يان (كان شيانغ يان قائدا لقوات ولاية تشو) أعاد إحياء ولاية تشو ونصب شيونغ ليانغ ملكا حظي باعتراف معظم الثوار وعرف بالملك هواي الثاني من تشو.
قام الملك هواي بإصدار وعد قال فيه:-
```
كل من يدخل غوانزونغ قلب أراضي 
أسرة تشين
 أولا ويحتل 
شيانيانغ
 عاصمة تشين ويقتل إمبراطورها سيكون ملكا عليها.
```

## معركة جولو
بعد إصدار الوعد، هاجمت قوات أسرة تشين بقيادة تشانغ هان ولاية تشاو بصفتها أقرب المتمردين من أراضي الأسرة خشية أن تزحف تشاو بإتجاه تشين، كانت قوات تشين تحقق الانتصارات وفي أقل من سنة تمت محاصرة هاندان عاصمة تشاو، أرسل حكام تشاو الرسل لطلب نجدة الملك هواي فأرسل شيانغ يو بقيادة 300,000 جندي، طلب تشانغ هان التعزيرات من العاصمة شيانيانغ، خاف زاو قاو من زيادة لذلك رفض السماح للرسول مقابلة الإمبراطور الثاني تشين إر شي وعندما سئل الإمبراطور عن نتيجة المعركة قال زهاو قاو إن جيش تشين يحقق الانتصارات على جيش التمرد.
لم يعرف تشانغ هان ماذا سيفعل لذلك أعلن إستسلامه وانضمامه لقوات المتمردين برفقة سيما شين ودونغ يي.
عندما عرف الإمبراطور الثاني بالأمر أصيب بصدمة وأمر بإعدام زهاو قاو لكن الأخير تمكن من محاصرة الإمبراطور الثاني وأجبره على الانتحار.

## وفاة الإمبراطور إر هوانجدي
بعد وفاة الإمبراطور إر توج أخوه زيينغ إمبراطورا عرف بالإمبراطور شانغ مخالفا بهذا رغبة أبيه تشين تشي هوانغ الذي أمر بإن يتلقب خلفاؤه بلقب الإمبراطور مع العدد فبدلا من أن يتلقب بلق سان هوانجدي والتي تعني الإمبراطور الثالت تلقب بلقب شانغ وتعد وفاة الآمبراطور إر هوانغدي وتعني الإمبراطور الثاني إيذانا رسميا بقرب نهاية عهد تشين أول أسرة إمبراطورية في البلاد

## تقسيم البلاد

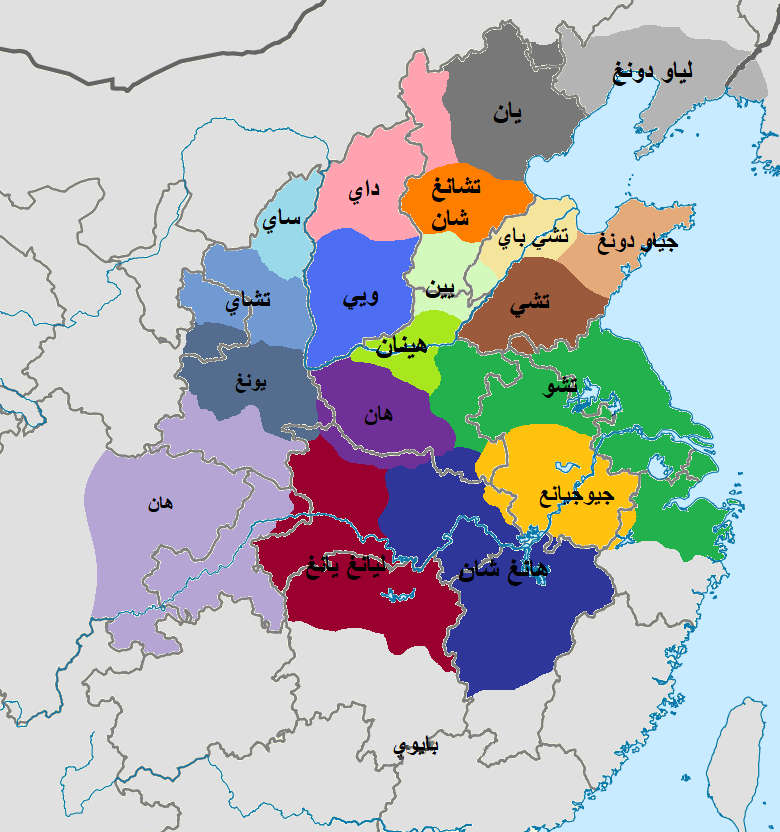
الممالك الثمانية عشر

بعد انتصار جيش التمرد بقيادة شيانغ يو وهزيمة جيش تشين في معركة جاولو قسمت البلاد لثمانية عشر مملكة بين الثوار وهم الجنرالات والأتباع الذين شاركوا تحت قيادة شيانغ يو في إسقاط سلالة تشين وهم:
1. تشو الغربية بقيادة شيانغ يو
2. هان بقيادة ليو بانغ
3. يونغ بقيادة تشانغ هان
4. ساي بقيادة سيما شين
5. تشاي بقيادة دونغ يي
6. هنغشان بقيادة وو ري
7. شرق هان بقيادة هان شينغ
8. داي بقيادة تشاو شيه
9. خبي بقيادة شي يانغ
10. تشانغ شان بقيادة جانغ إي
11. يين بقيادة سيما أنغ
12. غرب وي بقيادة وي يانغ
13. جيوجيانغ بقيادة ينغ بو
14. بنجيانغ بقيادة غونغ أو
15. يان بقيادة زانغ دو
16. ياودونغ بزعامة هان غونغ
17. شي بقيادة تيان دو
18. جياودونغ بقيادة شيان فو

هذا بالإضافة لبقايا سلالة تشين وإمبراطورها مسلوب الإرادة الإمبراطور زينغ في العاصمة شيان وكانت تشو الغربية بقيادة شيانغ يو الذي أعاد تنصيب أحد أفراد ولاية تشو كإمبراطور للبلاد

## إعادة إحياء بلاط مملكة تشو
توحدت البلاد على يد تشين شي هوانغ الذي إحتل جميع حقبة الممالك المتحاربة وأسس أسرة تشين بعد وفاته في رحلته للبحث عن إكسير الحياة رجع الوفد المرافق له فتنازع رئيس الوزراء لي سي والخصي غاو زهاو إذ أن لي سي كان يريد أن يصبح الابن الأصغر إر هوانغ دي هو الإمبراطور بينما كان غاو زهاو يريد تنصيب فوسو الابن الكبير.
فكتم لي سي خبر وفاة الإمبراطور وزيف مرسوما إمبراطوريا لتشين شي هوانج يأمر فيه الابن فوسو والخصي بالانتحار فنجح لي سي بعدها طغى إر هوانغ دي فبدأ في قتل الشعب فإنتفض سليل أسرة تشو السابقة شيانغ يو ومعه مجموعة من الجنرالات وليو بانغ أيضا وحاصروا تشين في العاصمة تشانغأن وبعدها توفي الإمبراطور إر هوانغ دي خلفه أخوه زيينغ الذي كسر عادة الاسم فتلقب بالإمبراطور شانغ بدلا من شانغ سان هوانغ دي لكن المتمردين رفضوا بحجة أن سلالة تشين غير شرعية وأن الحكم يجب أن يرجع لسلالة تشو فأعلن شيانغ يو زعيم التمرد تنصيب شيانغ ليانغ ابن عمه إمبراطورا عرف بالإمبراطور هوي وإعترفت البلاد به.

## الحرب بين تشو وهان
ولاية تشو كما ذكر سابقا مملكة صينية أثناء حقبة الممالك المتحاربة كان شيانغ يو قائد قوات التمرد من أحفاد جنرالاتها فأعاد إحيائها وبعد تنصيب شيونغ يان إمبراطورا قتله شيانغ يو وأعلن نفسه الإمبراطور أما
```
هان فهي مملكة أسسها ليو بانغ في الجنوب الغربي أي إقليم سيتشوان بعد أن تم تقسيم أراضي إمبراطورية تشين وكان شيانغ يو وليوبانغ من 

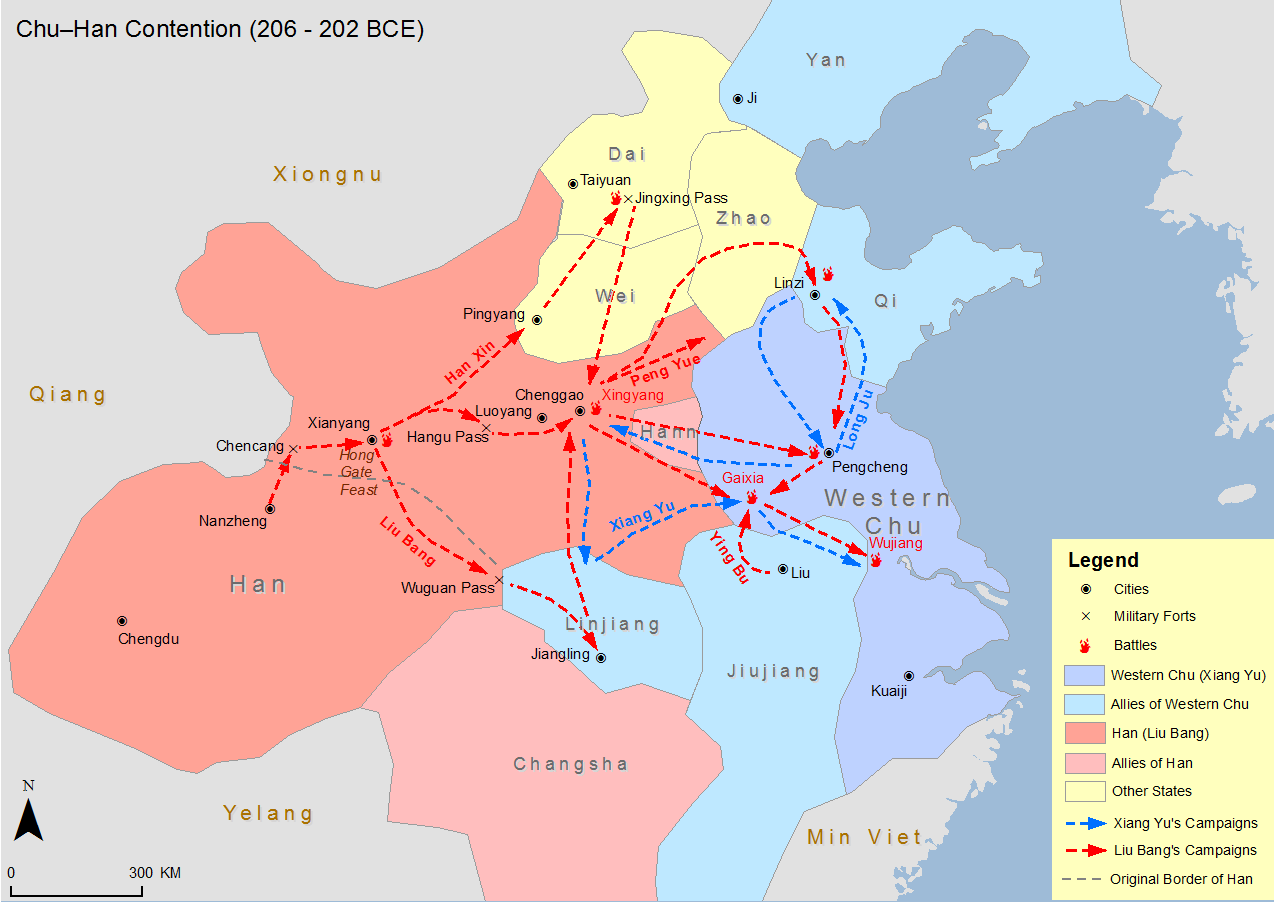
خريطة الحرب بين تشو وهان

أفضل الأصدقاء
 وقد نفيا معا لجبل دانغ في عهد 
تشين شي هوانج
 وفي البداية رفض جميع الملوك ومن ضمنهم ليو بانغ هذا وكان مركز شيانغ يو العسكري أقوى من ليوبانغ فإعترف ليو بانغ به فأعطاه شيانغ يو لقب ملك هان بينما تلقب هو بأمير الأمراء أي الإمبراطور فوادعه ليو بانغ في البداية فبدأ ليو بانغ بتقوية قواته إلى أن أصبح متعادلا مع شيانغ يو
```

```
فدخلت البلاد مرحلة 
الحرب بين تشو وهان
```

## العيد في بوابة هونغ
إتفق ليو بانغ وشيانغ يو على أن أول من يدخل العاصمة شيان يانغ يصبح إمبراطورا وتم هذا وفقا لوعد الملك هواي وفي سنة 207 زحف ليو بانغ بعشرة ألالاف جندي على المدينة وحاصرها لكنه لم يدخله بل ظل خارجها وفي نفس السنة هزم شيانغ يو جيشا من جيوش سلالة تشين في معركة جولو، فقام ليو بانغ بإغلاق القصر الآمبراطوري ومستودعات الأموال عندما سمع شيانغ يو بمحاصرة ليو بانغ للعاصمة غضب وزحف ب40 ألف جندي عليها وكان عند ليوبانغ مستشار يدعى تشانغ ليانغ وعرف هذا الإخير أن مصيرهم الخسارة فدعا صديقه الحميم الجنرال شيانغ بو وكان عم شيانغ يو وطلب منه التوسط بين القائدين فوافق فأخبر ابن أخيه بإن ليو بانغ لم يدخل المدينة ففرح شيانغ يو وللصداقة التي كانت بينه وبين ليو بانغ دعاه لمعسكره فو منطقة هوان مين في ضواحي العاصمة
كان عند شيانغ يو مستشار يدعى فانغ زينغ فحذر شيانغ يو وأوحى له بقتل ليو بانغ فعرف شيانغ بو بهذا فدخل الخيمة ونهر ابن أخيه فقال له: إن صديقك الحميم كان يريد أن تصبح أنت الإمبراطور فهل تريد قتله.فإستحى شيانغ يو وسمح لليوبانغ بالعودة.

## سيطرة ليوبانغ على شيان يانغ ونهاية سلالة تشين
```
بعد سيطرة ليو بانغ على هان زونغ أمر جنرالاته وجنوده بالتقدم نحو العاصمة شيان يانغ لقتل إمبراطور 
سلالة تشين
 زيينغ والذي كان يعرف بالإمبراطور شانغ والقضاء عليها نهائيا فدخل العاصمة وأجبر الإمبراطور على التنازل عن العرش ففعل لكن ليو بانغ لم يدعى أنه أصبح الإمبراطور رغم سيطرته على [زي ليانغ-سيتشوان-هان زونغ-شيان يانغ-تجينغ تزو] لكنه فرض قوانينه الخاصة وأصدر عفوا عاما وألغى قوانين 
تشين شي هوانج
 وغير أسم العاصمة من شيان يانغ إلى تشانغآن وأغلق البلاط الإمبراطوري.
```

## أهم المعارك بين تشو وهان
كانت إستراتيجية ليو بانغ تنص على إنهاك تشو بسلسلة من المعارك الغير مباشرة لإضعافها ولكي يسهل عليه احتلالها فخاض عدة معارك وهي:
- معركة بينغ تشينغ
- معركة تجينغ تزو
- معركة أنوهي
- معركة جينغ زينغ
- معركة نهر وي
- معركة تشينغ غاو

## معركة كاي شيا
تقع كاي شيا في مقاطعة أنوهي في يومنا هذا وكان شيانغ يو قد أمسك قبل هذه المعركة بوالد ليوبانغ وأمه وقال له: إن لم تستسلم فسأذبح والديك وأطبخهما ليأكل جنودي فرد ليوبانغ:
قاتلنا سلالة تشين معا ووالدي هو والدك فإن طبخت والدانا نحن الإتنين فأرسل لي حصة منه
فبكى شيانغ يو وأمر بإرجاع والد وأم ليو بانغ بعد هذه الحادثة أيقن ليو بانغ أن شيانغ يو قد ضعف وكبر في العمر وفي سنة 208 تخلى عن معاهدة قناة هونغ كونغ أمر ليو بانغ جنرالاته الخمسة بالبدء في التقدم نحو عاصمة تشو وفي كاي شيا إلتقى الجيشان وكانت قوة شيانغ يو أضعاف جيش ليو بانغ لكن ليو بانغ استطاع محاصرتهم ويأس ليو بانغ من حرب شيانغ يو ففكر جنراله هان شين في حيلة فقال:
بما أن شيانغ يو وجيشه بعيدون عن موطنهم لنحاربهم بمشاعر الشوق فأمر ليوبانغ جيشه بالغناء فغنوا أغنية كانت تغنى في موطن شيانغ يو فهاجت مشاعر الجنود فبدؤوا يهربون وكان جيش شيانغ يو 100.000ألف جندي فأصبح بعد أن هربوا 24 شخصا فقط!
فإنتحر شيانغ يو لكن مملكته لم تنتهي.

## تأسيس سلالة هان وتوحيد البلاد
بعد انتحار شيانغ يو أصبح بإمكان ليو بانغ أن يعلن نفسه إمبراطورا أذ أصبح يسيطر الآن على مايقارب 70% من مساحة البلاد لكن بقايا مملكة شيانغ يو بقاء غرب تشو تحت سيطرتهم منعه من هذا، في سنة 202 ق.م إستسلم وزراء شيانغ يو لليوبانغ فدخل لويانغ في نفس السنة وأعلن من بلاط سلالة زو التي سبقت سلالة تشين نفسه إمبراطورا وأعلن تأسيس سلالة هان وبذلك خضعت البلاد كله له وعرفت دولته باسم مملكة هان ونقل العاصمة من لويانغ لعاصمة سلالة تشين تشانغآن

## تنظيمه للبلاد
استمر ليوبانغ العمل ببعض قوانين سلالة تشين وألغى البعض الأخر مثل نظام التجنيد الإجباري ونظام الضرائب الكبيرة التي كانت تفرضها سلالة تشين لبناء القصور الكبيرة والفخمة وقام بإنشاء قانون ينص على إعدام القتلة واللصوص في البلاد وعزل كل الأمراء المحليين الذين لا ينتمون لعائلة ليو واستمر العمل بنظام الولايات وأمر بتأليف الكتب التي تحلل أسباب سقوط سلالة تشين

## الحرب ضد قومية شينغنو
شينغنو قومية بدوية قوية تسكن في شمال الصين كانت تعتدي على وسط الصين من حين لإخر وكان نزوحها وغزوها للمناطق الحدودية للهان فقاد ليوبانغ سنة 200 ق.م الجنود لمحاصرتها فحاصرته القبيلة ب300 ألف فارس من أبنائها وبعد زوال الخطر قرر الإمبراطور غاوزو إتباع سياسة السلام معهم فقام بفتح أبوب المدن الحدودية للتجارة معهم

## تمرد الجنرال ينغ بو
ينغ بو هو جنرال من سلالة تشين قتل سنة 195 كان ليوبانغ قبل إستسلامه بعد هزيمة شيانغ يو في عام 196ق.م قام ينغ بو مستغلا غياب غاوزو بالهجوم على العاصمة تشانغآن ولكن قاوزو هزمه شر هزيمة عند نهر هواي وأصيب ليوبانغ أثناء قمعه بسهم ساهم في موته

## وفاة الإمبراطور غاوزو
بعد أن أصيب بسهم عاد الجنرالات بإمبراطورهم للعاصمة وتلا ليو بانغ وصيته (إنها إرادة السماء هي التي مكنتني من السيطرة على هذه الإمبراطورية رغم أني كنت أرتدي ملابس بسيطة وبدون أي شيء سوى السيف؟ إن حياتي حددت من قبل السماء أنها ليست عديمة الفائدة لو كان بيان كى هنا لرفض علاجي ونصحني بإرسال الطبيب بعيدا كل من يتوج نفسه ملكا أو إمبراطورا لهذه الإمبراطورية وليس من عائلة ليو فيمكن لكل الناس أن يقتلوه)
توفي سنة 195ق.م في قصره تشانغآن وخلفه إبنه ليو ينغ الذي عرف بالإمبراطور هوي من هان

## معرض

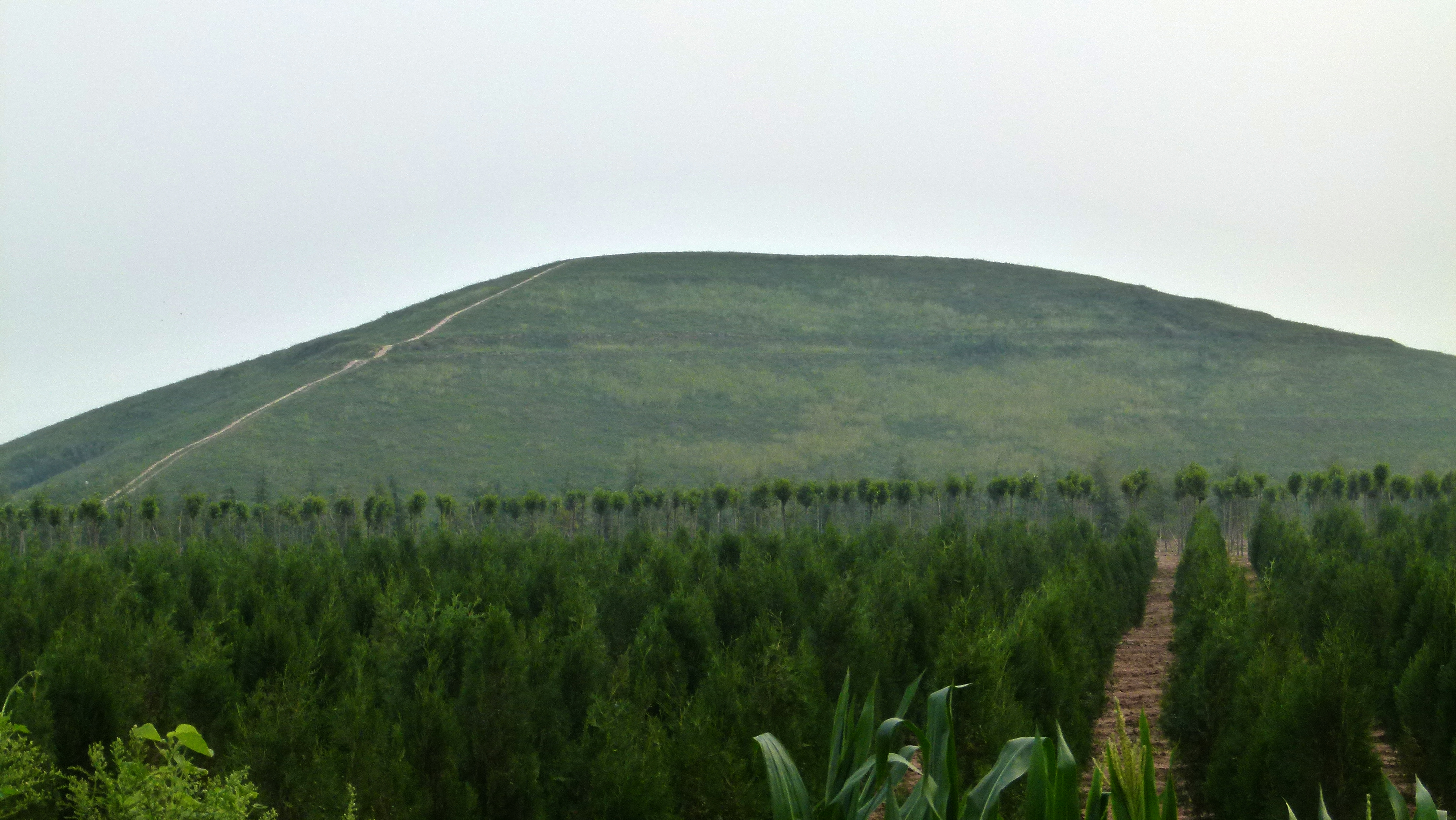
قبر الإمبراطور غاوزو
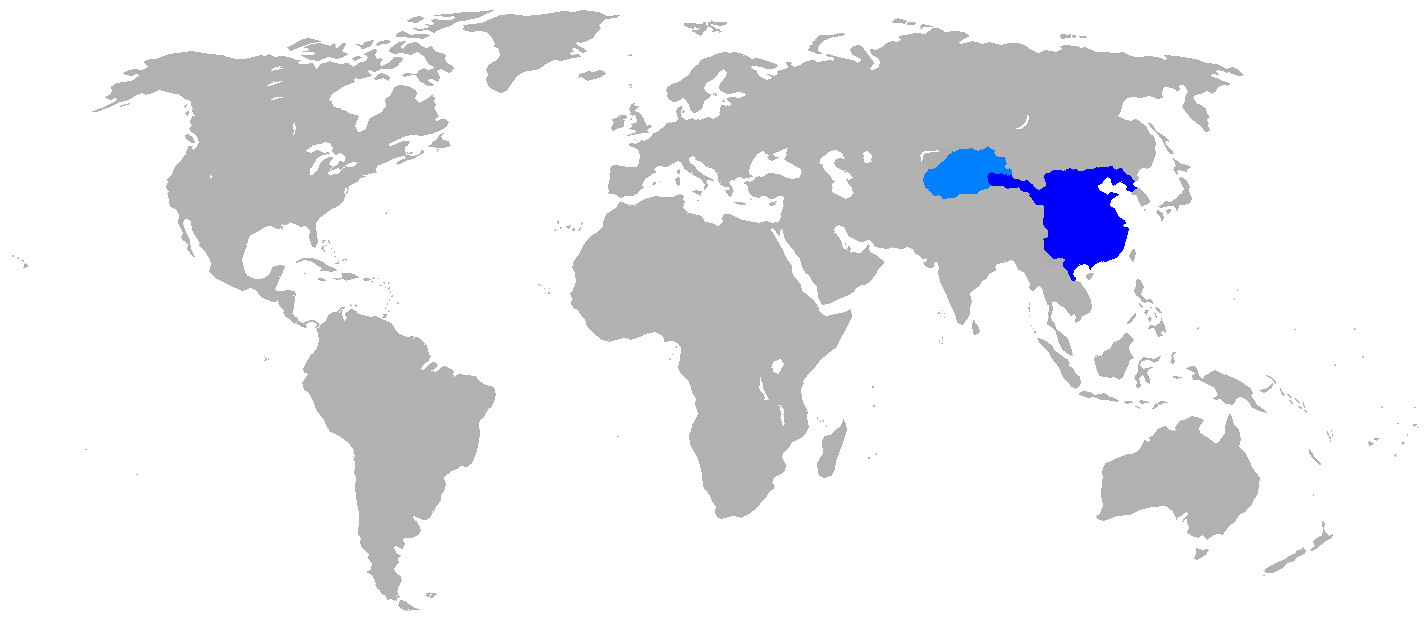
خريطة هان ضمن مساحة العالم
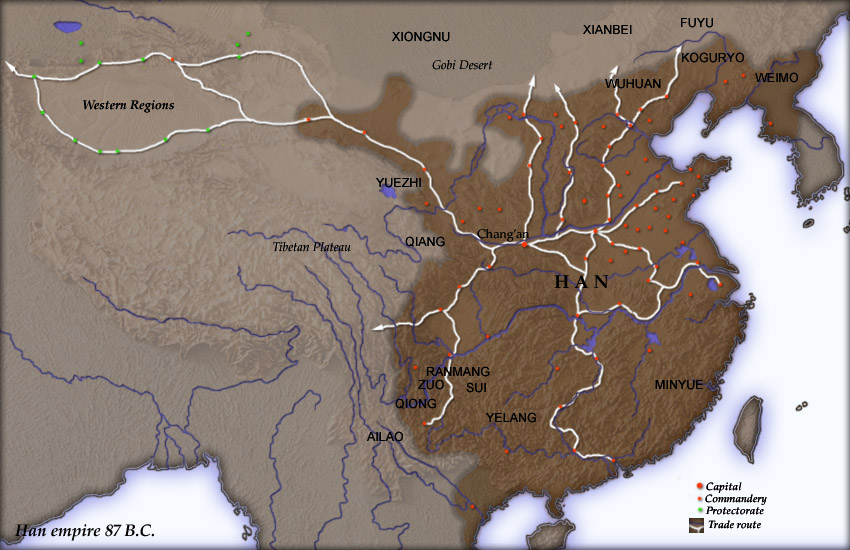
خريطة أسرة هان الشرقية ب.الميلاد
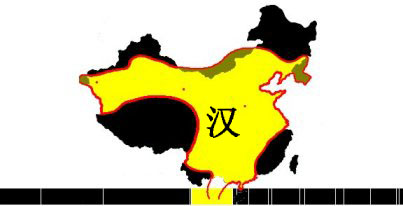
خريطة أسرة هان الغربية تحت قيادة الإمبراطور وو ق.م
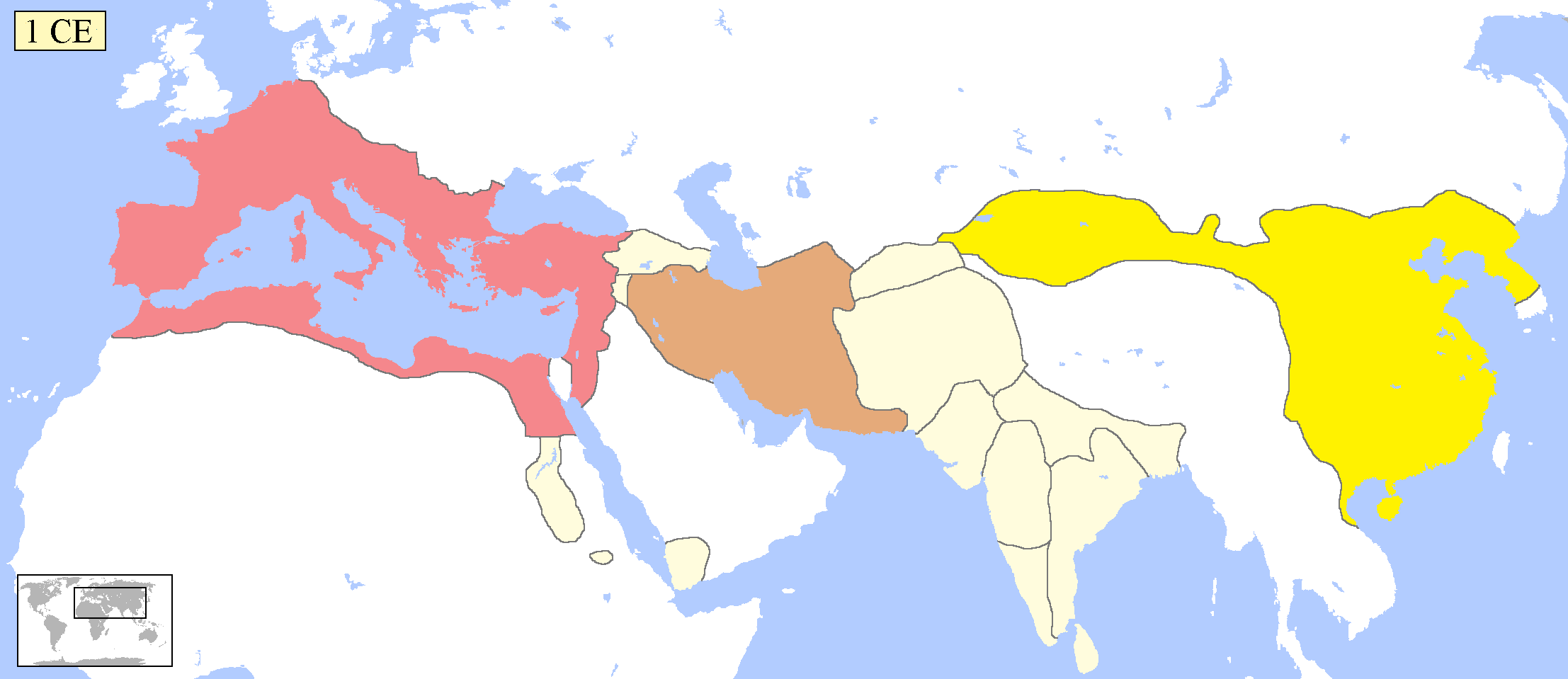
خريطة مملكة هان والإمبراطورية الفارسية والإمبراطورية الرومانية